# P-02D
docomo with series LUMIX Phone P-02D（ドコモ ウィズシリーズ ルミックスフォン ピー ゼロ に ディー）は、パナソニック モバイルコミュニケーションズによって開発された、NTTドコモの第三世代携帯電話（FOMA）端末である。docomo with seriesのひとつ。OSはAndroid 2.3を搭載している。

## 概要
パナソニックのデジタルカメラブランドである、LUMIXを冠とするはじめてのスマートフォンとなる。その名のとおりLUMIXのデジタルカメラのノウハウを前面にだし、写真撮影機能に注力している。形状は通常のスマートフォンと同様にストレート、フルタッチのタッチパネルを搭載し、背面には大型のカメラレンズ、大型のシャッターボタンが配置されており、一見コンパクトデジタルカメラのような形状となる。デジタルカメラにおいては有効約1320万画素のCMOSカメラを採用し。画像処理のエンジンには「Mobile Venus Engine」を搭載することで景色や肌の色、明るさといった被写体に応じて最適な画像処理を行うことが可能となる。またシーンを自動判別してくれる「おまかせiA」モードでの撮影も可能となっている。
フィーチャーフォンのLUMIX Phoneにも搭載されている、撮影された写真の管理アプリケーションであるピクチャジャンプ機能も搭載されており、写真の一覧から写真を選び、その写真を上下左右にフリックすることで、写真のメール送信やブログ、mixi等のSNS投稿なども可能となっている。
またCPUにはデュアルコアを搭載しているほか、ワンセグ、おサイフケータイ、赤外線、WiFiと高機能なスマートフォンとなっている。通信機能としては、FOMAハイスピードの14Mbpsに対応するほか、WiFiではIEEE802.11b/g/nに対応し、最大150Mbpsの高速通信が利用できるほか、WiFiテザリングにも対応しているため、本端末を親機として、パソコンやニンテンドーDS、PSPなどの子機を最大5台まで接続し、それぞれインターネット接続を行うことができる。ただしXi（Long Term Evolution)には対応していない。
明るすぎる屋外などでディスプレイを見やすくする「パワーLED」機能を搭載しており、これは画面をフリックするだけで起動することが可能となっている。
コネクタ類は充電/通信の為のmicroUSBのみで、防水対応(IPX5/7)として、ゴムパッキンで密閉できるコネクタカバーになっている。イヤホンやマイク使用時はBluetooth接続か、microUSB用、またはmicroUSBを通常のイヤホンやマイク端子に変換するアダプタを使用する。
SIMカードはmicro SIMカード対応となる。
本機種以後、パナソニックのスマートフォンブランドがELUGAシリーズに統一されたため、LUMIX Phoneシリーズのスマートフォンはこの機種が最初で最後となっている。

## メール・ブラウザ
ブラウザではFlash Player 10.3、JavaScript、HTML5がアドオンされており、パソコンとほぼ同等の動きのあるサイトの閲覧が可能となっている。
メールにおいてはGmailやPOP、IMAPのメールがサポートされているほか、iモードメールと同じ@docomo.ne.jpのプッシュ型のキャリアメールが利用できるように、spモードアプリがプリインストールされている。Gmailにおいては複数アカウントでプッシュメールが利用できる。また音声入力メールが対応している。
それに加えspモードでは、My DocomoのID発行や、ケータイデータお預かりサービスのような電話帳のバックアップを利用することができる。
そのほかにGoogle TalkやWindows Live Messengerといったプッシュ型のインスタントメッセンジャーが利用できる。
緊急地震速報(エリアメール)に対応している。

## アプリケーション
Android OS用のアプリケーションマーケットである、Androidマーケットが利用可能であり、30万を超えるアプリケーションの中から、自由にアプリケーションをインストールできる。
その他に、NTTドコモが提供するdマーケットからもアプリケーションをダウンロードができる。なおこれらのなかで日本円に対応したアプリケーションでは、携帯電話料金課金に対応している。

## バッテリー
標準で搭載しているバッテリーは1,460mAhである。その他に一回り容量の大きい1,600mAhのバッテリーや容量が2.2倍の3200mAhの大容量バッテリーがサードパーティーから販売されている。これらの大容量バッテリーは1600mAhが標準バッテリーと同サイズで、3200mAhは標準よりも厚みがあるため専用カバーをつけて使用する。
1600mAhでは今まで使っているケースをそのままの形で使い続けることができる。

## Android 4.0での変更点
2013年4月17日にAndroid 4.0へのアップデートが開始された。
アップデートに伴う変更点・機能の追加は以下のとおり。
- アプリを無効化する機能の追加
- ワンタッチメモ機能の追加
- ステータスバーの機能強化
- 略語一般、時事用語、ビジネス用語など44個のダウンロード辞書の追加。
- クイック手書きから英字キーボードをワンタッチで起動できるようになる。
- 災害・避難情報受信への対応。
- 「iコンシェル」「Movie Studio」「Playブックス」「SDカードバックアップ」アプリの追加。

また、以下の不具合の修正も行われる。
- 電源起動時、まれに機内モードが意図せず設定される場合がある。
- ホームに配置したマチキャラが表示されなくなる場合がある。

## 主な機能
| 主な対応サービス                                 | 主な対応サービス                               | 主な対応サービス                       | 主な対応サービス                              |
| ------------------------------------------------ | ---------------------------------------------- | -------------------------------------- | --------------------------------------------- |
| タッチパネル／加速度センサー                     | Xi／FOMAハイスピード（受信14Mbps/送信5.7Mbps） | Bluetooth                              | DCMX／おサイフケータイ／赤外線／トルカ        |
| ワンセグ                                         | メロディコール                                 | テザリング                             | WiFi IEEE802.11b/g/n                          |
| GPS                                              | spモード／電話帳バックアップ                   | デコメール／デコメ絵文字／デコメアニメ | iチャネル                                     |
| エリアメール／ソフトウェアーアップデート自動更新 | デジタルオーディオプレーヤー(WMA)(MP3他)       | GSM／3Gローミング（WORLD WING）        | フルブラウザ／Flash Player 10.3               |
| Androidマーケット／dメニュー／dマーケット        | Gmail／Google Talk／YouTube／Picasa            | バーコードリーダ／名刺リーダ           | ドコモ地図ナビ／Google Maps／ストリートビュー |

## 歴史
- 2011年10月18日 - NTTドコモより発表。
- 2011年12月16日 - 予約開始。
- 2011年12月23日 - 全国一斉発売。
- 2012年3月26日 - Android 4.0 へのアップデートを検討中であることが公表された。この時点では2012年7月以降アップデート予定だった[1]。
- 2012年12月20日 - Android 4.0へのアップデートを2013年1月下旬～2月下旬へと延期[2]。
- 2013年2月27日 - Android 4.0へのアップデートを2013年4月以降へと延期[3]。
- 2013年4月17日 - Android 4.0へのアップデートを開始。当初の予定より約9ヶ月遅れでのアップデートとなった[4]。また、これによりドコモが予定した機種のメジャーアップデートが全て実施された[5]。

## アップデート・不具合など
2013年7月2日のアップデート
- LINEアプリにて通知サウンドの設定が正しく反映されず、デフォルトの着信音が鳴動してしまう場合がある不具合を修正する。
- 電源起動時、稀にホームアプリの設定が正しく反映されない場合がある不具合を修正する。
- ビルド番号が09.0279から09.0294になる。

2014年3月10日のアップデート
- Musicストアからダウンロードしたコンテンツをメディアプレイヤーで表示すると、タイトルが文字化けする場合がある不具合を修正する。
- ビルド番号が09.0279、09.0294から09.0301になる。